# Lake Shore (Minnesota)
Lake Shore é uma cidade localizada no estado americano de Minnesota, no Condado de Cass.

## Demografia
Segundo o censo americano de 2000, a sua população era de 966 habitantes.
Em 2006, foi estimada uma população de 1078, um aumento de 112 (11.6%).

## Geografia
De acordo com o United States Census Bureau tem uma área de
47,0 km², dos quais 33,1 km² cobertos por terra e 13,9 km² cobertos por água.

## Localidades na vizinhança
O diagrama seguinte representa as localidades num raio de 20 km ao redor de Lake Shore.